# Géfosse-Fontenay
Géfosse-Fontenay település Franciaországban, Calvados megyében. Lakosainak száma 131 fő (2022. január 1.). Géfosse-Fontenay La Cambe, Cardonville, Grandcamp-Maisy és Osmanville községekkel határos.

## Népesség
A település népességének változása:
| Lakosok száma | 196  | 161  | 124  | 136  | 135  | 142  | 141  | 135  | 132  | 131  |
|               | 1968 | 1982 | 1990 | 2006 | 2013 | 2015 | 2017 | 2019 | 2020 | 2022 |